# Bob Dorough
Robert Lrod Dorough, mais conhecido pelo seu nome artístico Bob Dorough (Perry, Flórida, Estados Unidos, 12 de dezembro de 1923 — Pensilvânia, 23 de abril de 2018), foi um cantor, compositor, arranjador, e produtor musical americano. Ele influenciou vários artístas e músicos dos anos 90.

## Discografia

### Álbuns solo
- 1954 - An Excursion Through "Oliver!": Songs from the Hit Show
- 1957 - Devil May Care
- 1961 - The Medieval Jazz Quartet Plus Three
- 1966 - Just About Everything
- 1972 - A Taste of Honey
- 2005 - The Houston Branch
- 2006 - Small Day Tomorrow
- 2012 - Duets
- 2014 - Eulalia

### Singles
- 2011 - "Ankle Soup"
- 2011 - "Christmas Feet"
- 2011 - "Custard and Mustard"
- 2011 - "'P' is for the People"